# 博雷利城堡
博雷利城堡（法語：Château Borély）是法国马赛南部的一座城堡。

## 历史
该城堡由马赛一位富有的商人路易博雷利（1692年至1768年）建于18世纪，在19世纪捐献给马赛市。目前城堡位于博雷利公园内，已设有考古博物馆。计划设有马赛陶瓷博物馆（Musée de la Faïence de Marseille）及装饰艺术、陶瓷和时尚博物馆，作为马赛成为2013年欧洲文化之都的筹备工作的一部分。